# Pierre Nguyễn Văn Khảm
Pierre Nguyễn Văn Khảm (Hà Đông, 2 ottobre 1952) è un vescovo cattolico vietnamita, dal 26 luglio 2014 vescovo di Mỹ Tho.

## Biografia
Pierre Nguyễn Văn Khảm è nato il 2 ottobre 1952 nel distretto urbano di Hà Đông, Hanoi. Nel 1954 la sua famiglia ha dovuto trasferirsi nel sud.

### Formazione e ministero sacerdotale
Con l'aspirazione allo studio, si è iscritto a un programma di formazione missionaria cattolica, iniziando con la sua ammissione al seminario minore di Cần Thơ nel 1963 e diplomandosi nel 1972. Successivamente ha frequentato il seminario St. Thomas a Long Xuyên ed ha completato la sua istruzione teologica al seminario maggiore di Saigon.
Al termine degli studi è stato ordinato prete il 30 agosto 1980 per l'arcidiocesi di Hô Chí Minh.
È stato professore presso il seminario maggiore di Saigon fino al 2001, quando si è recato negli Stati Uniti per studiare alla Catholic University of America, conseguendo il dottorato in teologia nel 2004.
Tornato in patria, è stato nominato direttore del Centro pastorale dell'arcidiocesi di Ho Chi Minh. Nel marzo 2008 è stato nominato segretario esecutivo della Conferenza Episcopale del Vietnam.

### Ministero episcopale
Il 15 ottobre 2008 papa Benedetto XVI lo ha nominato vescovo ausiliare di Hô Chí Minh assegnandogli la sede titolare di Trofimiana. Ha ricevuto l'ordinazione episcopale il 15 novembre 2008 dal cardinale Jean-Baptiste Phạm Minh Mẫn.
Il 26 luglio 2014 papa Francesco lo ha nominato vescovo di Mỹ Tho. Ha preso possesso della diocesi il 30 agosto seguente.
Durante il suo episcopato è stato presidente della Commissione per le comunicazioni sociali dal 2010 al 2013 e in seguito segretario generale della Conferenza episcopale del Vietnam dal 2016 al 2022.
Il 13 luglio 2016 papa Francesco lo ha nominato membro della Segreteria per la comunicazione.

## Genealogia episcopale
La genealogia episcopale è:
- Cardinale Scipione Rebiba
- Cardinale Giulio Antonio Santori
- Cardinale Girolamo Bernerio, O.P.
- Arcivescovo Galeazzo Sanvitale
- Cardinale Ludovico Ludovisi
- Cardinale Luigi Caetani
- Cardinale Ulderico Carpegna
- Cardinale Paluzzo Paluzzi Altieri degli Albertoni
- Papa Benedetto XIII
- Papa Benedetto XIV
- Papa Clemente XIII
- Cardinale Marcantonio Colonna
- Cardinale Giacinto Sigismondo Gerdil, B.
- Cardinale Giulio Maria della Somaglia
- Cardinale Carlo Odescalchi, S.I.
- Cardinale Costantino Patrizi Naro
- Cardinale Lucido Maria Parocchi
- Papa Pio X
- Papa Benedetto XV
- Papa Pio XII
- Cardinale Eugène Tisserant
- Papa Paolo VI
- Arcivescovo Angelo Palmas
- Vescovo Jacques Nguyễn Ngọc Quang
- Vescovo Emmanuel Lê Phong Thuận
- Cardinale Jean-Baptiste Phạm Minh Mẫn
- Vescovo Pierre Nguyễn Văn Khảm